# Silberwurz-Milchling
Der Silberwurz-Milchling (Lactarius dryadophilus) ist eine Pilzart aus der Familie der Täublingsverwandten. Es ist ein mittelgroßer bis großer, sich lila verfärbender Milchling, mit einem mehr oder weniger cremefarbenen, schmierigen Hut, dessen Rand zottig behaart ist. Der Milchling wächst an arktischen und alpinen Standorten und ist ein Mykorrhizapilz der krautigen Silberwurz.

## Merkmale

### Makroskopische Merkmale
Der Hut ist 4–10(–15) cm breit, jung flach gewölbt, später ausgebreitet und in der Mitte mehr oder weniger niedergedrückt. Manchmal ist er auch fast nabelig vertieft. Die glatte, matte Oberfläche ist jung schwach bereift und im feuchten Zustand klebrig bis schmierig und glänzend. Der Hut ist hell cremefarben bis blassgelb oder bräunlich-ocker gefärbt. Besonders in der Hutmitte ist er oft mehr bräunlich. Der Rand ist anfangs eingerollt, bleibt lange eingebogen und ist in seiner Jugend mit bis zu 2 mm langen Haaren zottig-filzig behaart.
Die mittelbreiten Lamellen sind breit am Stiel angewachsen oder laufen leicht daran herab. Sie stehen ziemlich gedrängt und sind häufig gegabelt. Jung sind sie weißlich bis cremefarben, später gelb- bis rötlich-ocker gefärbt. Das Sporenpulver ist cremefarben.
Der zylindrische bis schwach bauchige Stiel ist 2–4 cm lang und 1–2 cm breit. Zur Basis hin ist er oft mehr oder weniger verjüngt, das Innere ist anfangs voll und wird im Alter markig oder hohl. Die Stieloberfläche ist glatt, jung weißlich bis blass cremefarben und meist weiß bereift. Später hat der Stiel oft angedeutete klein-grubige Flecken. Im Alter ist die Stielbasis meist ockergelb gefleckt.
Das feste, weißliche Fleisch verfärbt sich im Anschnitt langsam blass violett, es riecht fruchtig und schmeckt mehr oder weniger mild. Die weiße, mild schmeckende Milch verfärbt sich nur in Verbindung mit dem Fleisch lila.

### Mikroskopische Merkmale
Die rundlichen bis elliptischen Sporen sind durchschnittlich 10,2–10,3 µm lang und 8,1–8,4 µm breit. Der Quotient aus Sporenlänge und -breite beträgt 1,1–1,3. Das Sporenornament wird bis 0,3 µm hoch und besteht aus wenigen isoliert stehenden und oft verlängerten Warzen sowie aus ziemlich feinen und schmalen Rippen, die wenig bis stark netzartig verbunden sind, aber kein oder nur ein sehr unvollständiges Netz ausbilden. Der Hilarfleck ist inamyloid.
Die bauchigen bis leicht keuligen und meist 4-sporigen Basidien sind 60–80 µm lang und 12–15 µm breit. Die wenig zahlreichen, mehr oder weniger spindeligen Pleuromakrozystiden sind an ihrer Spitze verschmälert oder perlenkettenartig eingeschnürt und messen 80–135 × 10–15 µm. Die Lamellenschneiden sind steril und tragen zahlreiche, 40–105 µm lange und 7–13 µm breite Cheilomakrozystiden. Diese sind ebenfalls spindelig. Daneben kommen 10–25 µm lange und 4–6(–10) µm breite Parazystiden vor, die zylindrisch bis gewunden oder keulig sein können.
Die Huthaut (Pileipellis) ist eine 150–200 µm dicke Ixocutis oder ein Ixotrichoderm aus nach obenhin unregelmäßig verflochtenen, mehrheitlich aufrechten, 3–6 µm breiten Hyphen, darunter sind die Hyphen mehr parallel zur Huthaut orientiert.

## Artabgrenzung
Der Silberwurz-Milchling ist der größte, arktisch-alpine Milchling und daher kaum zu verwechseln. Zudem hat er einen zottig-filzigen Hutrand und ein sich hellviolett verfärbendes Fleisch. Recht ähnlich sind noch der Netzweiden-Milchling (Lactarius salicis-reticulatae ) und der Weiden-Milchling (Lactarius salicis-herbaceae), beides ebenfalls alpine Milchlinge. Sie bilden aber wesentlich kleinere Fruchtkörper und haben einen glatten, kahlen Hutrand. Zwei weitere alpine Milchlinge mit lila verfärbendem Fleisch sind der Violettbraune Milchling (Lactarius brunneoviolaceus) und der Falsche Violett-Milchling (Lactarius pseudouvidus). Sie haben aber deutlich braunere Fruchtkörper. Ebenfalls ähnlich ist der Zottige Violett-Milchling, der aber über den ganzen Hut hinweg zottig behaart uns mehr gelb gefärbt ist sowie eine andere Ökologie hat.

## Verbreitung und Ökologie

Verbreitung des Silberwurz-Milchlings in Europa.
Legende:
grün = Länder mit Fundmeldungen
weiß = Länder ohne Nachweise
hellgrau = keine Daten
dunkelgrau = außereuropäische Länder

Der in Europa ziemlich seltene Milchling wurde in Fennoskandinavien, den Alpen, den Pyrenäen und auf Grönland nachgewiesen.
Der Milchling erscheint einzeln oder in wenigen Exemplaren auf kalkhaltigen Böden häufig in Silberwurz-reichem Grasland an alpinen oder arktischen Standorten. Möglicherweise können aber auch Zwergweiden als Wirt dienen. Die Fruchtkörper erscheinen von August bis Mitte September.

## Systematik
Die Art wurde 1975 von Kühner zusammen mit anderen Blätterpilzen des Alpenraumes beschrieben. Eine sehr ähnliche Art wurde zuvor von Terkelsen auf Grönland gefunden und 1956 als L. groenlandicus beschrieben, allerdings wird dieser Name (möglicherweise fälschlich) für synonym zu Lactarius pubescens gehalten, da Exsiccate der beiden Arten nach der Grönlandexpedition vertauscht oder vermischt wurden.
Das Artattribut dryadophilus bedeutet Silberwurz-liebend und ist abgeleitet vom griechischen Wort philos und der wissenschaftlichen Gattungsbezeichnung Dryas (Silberwurz).

### Infragenerische Systematik
Der Milchling wird von M. Basso und Heilmann-Clausen in die Untersektion Aspideini gestellt, die ihrerseits in der Sektion Uvidi steht. Die Vertreter der Untersektion haben mehr oder weniger schmierig-klebrige bis schleimige Hüte, die cremefarben bis gelblich gefärbt sind. Die weißliche Milch verfärbt sich in Verbindung mit dem Fleisch lila oder violett.

## Bedeutung
Der Milchling gilt trotz seines überwiegend milden Geschmacks als ungenießbar.